# نيكولاس بونيس
نيكولاس بونيس (بالفرنسية: Nicolas Bonis)‏ (ولد في 31 أغسطس 1981) هو لاعب كرة قدم فرنسي متقاعد، كان يلعب كحارس مرمى.

## روابط خارجية
- نيكولاس بونيس على موقع قاعدة بيانات كرة القدم.إي يو (الإنجليزية)
- نيكولاس بونيس على موقع Soccerway.com (الإنجليزية)
- نيكولاس بونيس على موقع AS.com (الإسبانية)